# Gallatin Range
Die Gallatin Range (dt. Gallatin-Bergkette) ist ein Gebirgszug der Rocky Mountains, zu rund zwei Dritteln im US-Bundesstaat Montana und zu einem Drittel im Bundesstaat Wyoming gelegen. Der Gebirgszug umfasst ein Gelände von 4753 km². Die Nord-Süd-Ausdehnung misst maximal 134 km und die Ost-West-Ausdehnung 79 km. Der Electric Peak in Montana ist mit 3343 Metern die höchste Erhebung des Gebirgszuges. Ebenfalls zur Gallatin Range gehören Mount Washburn, der bekannte Aussichtsberg im Yellowstone-Nationalpark, Mount Holmes, der das südliche Ende des Gebirges bildet sowie weitere Gipfel. Lewis und Clark benannten den  Gebirgszug nach dem US-Finanzminister Albert Gallatin.

## Geographie
Die südlichsten Gipfel des Gebirges befinden sich im nordwestlichen Teil des Yellowstone-Nationalparks. Der größte Teil der Bergkette befindet sich jedoch im Gallatin National Forest. Der Yellowstone River fließt an der Ostflanke des Gebirges nach Norden. Die Madison Range verläuft parallel zu den Gallatins im Westen. Das nördliche Ende des Gebirges liegt in der Nähe von Livingston, Montana und der Bozeman Pass trennt die Gallatin Range von den Bridger Mountains im Norden.
Das Gebiet ist ein integraler Bestandteil des Greater Yellowstone Ecosystems. Dementsprechend leben hier Grizzlybären, Wölfe und andere bedrohte und gefährdete Arten, die auch im Yellowstone-Nationalpark zu finden sind.
| Rang | Gipfel            | Meereshöhe | Schartenhöhe | Dominanz |
| ---- | ----------------- | ---------- | ------------ | -------- |
| 1    | Electric Peak     | 3343 m     | 1033 m       | 48,5 km  |
| 2    | Mount Chisholm    | 3149 m     | 615 m        | 22,9 km  |
| 3    | Mount Bole        | 3149 m     | 199 m        | 23,3 km  |
| 4    | Bannock Peak      | 3149 m     | 369 m        | 7,3 km   |
| 5    | Mount Holmes      | 3149 m     | 369 m        | 8,3 km   |
| 6    | Hyalite Peak      | 3139 m     | 201 m        | 3,5 km   |
| 7    | Ramshorn Peak     | 3138 m     | 370 m        | 25,0 km  |
| 8    | Overlook Mountain | 3129 m     | 130 m        | 1,0 km   |
| 9    | Mount Washburn    | 3122 m     | 708 m        | 30,1 km  |
| 10   | Quadrant Mountain | 3113 m     | 163 m        | 1,5 km   |

## Einzelnachweise

Panorama der Gallatin Range

Sonnenaufgang über der Gallatin Range nahe Bozeman, Montana